# (3222) Liller
(3222) Liller ist ein Asteroid des Hauptgürtels, der am 10. Juli 1983 vom amerikanischen Astronomen Edward L. G. Bowell an der Anderson Mesa Station (IAU-Code 688) des Lowell-Observatoriums in Coconino County entdeckt wurde.
Benannt wurde der Asteroid nach dem Professor für angewandte Astronomie der Harvard University William Liller anlässlich seines 60. Geburtstags.